# Daïras de la wilaya d'Illizi

La wilaya d'Illizi est composée de quatre daïras (circonscriptions administratives), chacune comprenant une commune soit un total de quatre.

## Daïras de la wilaya d'Illizi
1. Illizi
2. Djanet (promue wilaya en 2021)
3. In Amenas

| Daïra            | Nombre de communes | Population (2008) | Superficie km2. | Communes         |
| ---------------- | ------------------ | ----------------- | --------------- | ---------------- |
| Illizi           | 1                  | 17 252            | 75 945          | Illizi           |
| Bordj Omar Driss | 1                  | 5 736             |                 | Bordj Omar Driss |
| Debdeb           | 1                  | 4 341             |                 | Debdeb           |
| In Amenas        | 1                  | 7 385             |                 | In Amenas        |